# زنان در جنگ جهانی اول

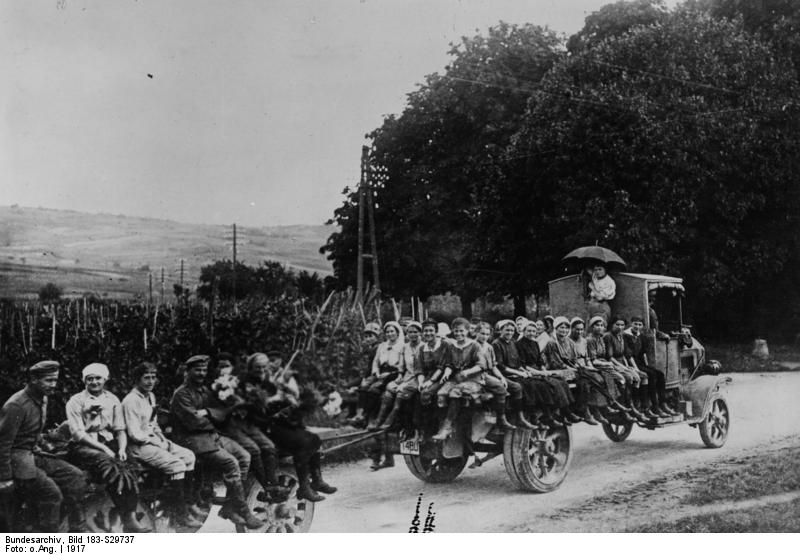
زنان آلمانی در سال ۱۹۱۷، به عنوان دستیار در جنگ کار می‌کردند

زنانی که در یک کارخانه ماسک ضد گاز در ژنو سوئیس کار می‌کردند

زنان در جنگ جهانی اول از هر طرف به تعداد بی‌سابقه ای بسیج شدند. اکثریت قریب به اتفاق این زنان برای جایگزینی مردان سرباز وظیفه یا کار در کارخانه‌های مهم سازی و گسترش یافته مهمات، به نیروی کار غیرنظامی اعزام شدند. هزاران نفر در ارتش در نقش‌های پشتیبانی خدمت کردند، به عنوان پرستار، اما در روسیه برخی نیز شاهد جنگ بودند.

## در اتریش
در اواخر ژوئیه ۱۹۱۴ مطبوعات وین پیامی را منتشر کردند که توسط اولین گروه بزرگ زنان در اتریش، Frauenhifsaktion Wien منتشر شد و از «زنان اتریش» خواستار انجام وظایف خود در قبال ملت و شرکت در تلاش‌های جنگ شدند. از زنان انتظار می‌رود که در این مدت نیروی انسانی لازم را تأمین کنند و بسته به طبقه اجتماعی، برخی حتی در رهبری جوامع محلی در اتریش نیز مشارکت می‌کنند.
ویکتوریا ساوس به عنوان یک سرباز در ارتش امپراتوری اتریش در کسوت یک شخص خدمت می‌کرد و به دلیل دلاوری در جنگ به دلیل خدمت در جبهه دولومیتیان به مدال شجاعت (اتریش-مجارستان) اهدا شد.

## در انگلیس
تعداد زیادی از زنان در صنعت مهمات کار می‌کردند و وقتی صنعت در پایان جنگ کاهش یافت، کار را ترک کردند. آنها داوطلب میهن‌پرستی و پول شدند و دستمزد آنها اغلب دو برابر آنچه قبلاً گرفته بودند، بود. زنانی که در این کارخانه‌های مهمات سازی کار می‌کردند، "Munitionettes" نامیده می‌شدند، یا به آنها لقب "Canaries" را می‌دادند، زیرا این پوست زرد رنگ ناشی از کار با مواد شیمیایی سمی است.
زنان شاغل در کارخانه‌های مهمات سازی عمدتاً از خانواده‌های طبقه کارگر، بین سنین ۱۸ تا ۲۹ سال بودند. آنها در ساخت گلوله، مواد منفجره، هواپیما و سایر مواد تهیه‌کننده جنگ در جبهه فعالیت داشتند و برخی از زنان ساعتها کار می‌کردند. این کار خطرناک و تکراری بود، بخارهای سمی تولید می‌کرد و شامل ماشین آلات خطرناک و مواد منفجره بود. کارخانه‌های سراسر انگلیس غالباً گرم نشده و به‌طور ناشنوا سر و صدا داشتند. برخی از بیماری‌های شایع و بیماری‌هایی که رخ داده‌است: خواب آلودگی، سردرد، اگزما، از دست دادن اشتها، سیانوز، تنگی نفس، استفراغ، کم خونی، تپش قلب، ادرار لکه دار صفرا، یبوست، ضعف سریع نبض، دردهای اندام و زردی و جیوه مسمومیت.
در حالی که با پیوستن به مشاغل قبلاً تحت سلطه مردان، نقش زنان در حوزه‌های اجتماعی گسترش یافت، اما پس از جنگ، زنان به نقش خود در خانه بازگشتند، و مشاغل آنها به سربازان بازگشتی بازمی گشت. آمار کار زنان تا قبل از جنگ کاهش یافت و فقط در سال ۱۹۳۹ بود که نقش زنان بار دیگر گسترش یافت.